# Astyanax aurocaudatus
Astyanax aurocaudatus är en fiskart som beskrevs av Eigenmann, 1913. Astyanax aurocaudatus ingår i släktet Astyanax och familjen Characidae. Inga underarter finns listade.